# Nyarong
Nyarong (tibétain : ཉག་རོང་།, Wylie : nyak rong, THL : Nyarong, dialecte de Lhassa API : vallée de la rivière chinois simplifié : 新龙 ; chinois traditionnel : 新龍 ; pinyin : xīnlóng ; litt. « nouveau dragon »), parfois également appelée Chagdud ou Chakdü (tibétain : ལྕགས་མདུད, Wylie : lcags mdud, THL : Chakdü en référence au clan des dirigeants, Chakdü pöntsang) est une ancienne région de culture tibétaine, constituée d'une vallée de l'est du Kham, sur le plateau du Tibet, dont le xian de Xinlong a hérité, elle comprenait également certaines parties de l'actuel nord du xian de Litang et du xian de Baiyü. Les deux noms de cette vallée, en tibétain et chinois, ont été conservés dans le nom de l'actuel xian.
La partie basse de la vallée rejoint la rivière Nyakchu ( Wylie : nyag chu ; chinois : 雅砻江 ; pinyin : yǎlóng jiāng) à Litang.
La société y était divisée en trois parties, supérieure, médiane et inférieure de la vallée, avant d'être unifié par le cheftaine (Tusi), Gönpo Namgyel (1799 — 1865). Il conquiert les tusi de Dergé et de Litang et de Chakla.

## Histoire
Le premier chef connu de la vallée est le moine Sherap Gyeltsen. En 1253, il est récompensé pour avoir noué un nœud sur un bâton de fer, en présence de l'empereur mongol de la future dynastie Yuan, Kubilai Khan cette année là. Il reçut le sceau et les documents officiel de chef. Lui et sa famille sont connus par la population locale sous le nom de Chakdü pöntsang (tibétain : ལྕགས་མདུད་དཔོན་ཚང, Wylie : lcags mdud dpon tshang, THL : Chakdü pöntsang, littéralement : la famille officielle qui noua le nœud sur le [bâton de] fer).
On sait qu'en 1373, cinq chefs indigènes (tusi) de Chakdü dirigent la région.
À la fin des années 1840, Gönpo Namgyel, un chef local conquiert les tusi de Dergé et de Litang et de Chakla.